# Khaldoun Ibrahim
Khaldoun Ibrahim Mohammed Al Bu Mohammed (Baghdad, 16 luglio 1987) è un calciatore iracheno, centrocampista del Naft Al-Wasat.

## Caratteristiche tecniche
Centrocampista, può essere schierato anche come terzino destro o come terzino sinistro.

## Carriera

### Club
Comincia a giocare in patria, all'Al-Zawraa. Nel 2006 si trasferisce in Iran, al Mes Kerman. Nel 2007 torna in patria, all'Arbil. Nel 2009 viene acquistato dall'Al-Shorta. Nel 2010 passa al Naft Teheran, squadra della massima serie iraniana. Nel gennaio 2012 torna in patria, all'Al-Zawraa. Nell'estate 2012 passa al Baghdad. Nell'estate 2014 si accasa all'Al-Zawraa. Nel gennaio 2015 viene acquistato dall'Al-Karkh. Nell'estate 2015 si trasferisce allo Zakho. Nel 2016 viene acquistato dal Naft Al-Wasat.

### Nazionale
Ha debuttato in Nazionale l'8 giugno 2007, nell'amichevole Giordania-Iraq (1-1). Ha partecipato, con la Nazionale, alla Coppa d'Asia 2007. Ha collezionato in totale, con la maglia della Nazionale, 36 presenze.

## Palmarès

### Nazionale
- Coppa d'Asia: 1

2007